# Glen Murray
Pour les articles homonymes, voir Glen Murray (homonymie) et Murray.
Ne pas confondre avec Glenn Murray, footballeur anglais
Glen Murray (né le 1er novembre 1972 à Halifax en Nouvelle-Écosse au Canada) est un joueur professionnel de hockey sur glace.

## Biographie

### Carrière en club

#### Carrière junior
Il commence sa carrière en jouant dans la ligue junior de la Ligue de hockey de l'Ontario avec les Wolves de Sudbury en 1989-90. Il va y jouer deux saisons avant de participer au repêchage d'entrée dans la Ligue nationale de hockey. Il est alors choisi par les Bruins de Boston lors de la première ronde. Dix-huitième joueur choisi au total, il commence la saison suivante dans l'OHL avant de jouer cinq matchs de la fin de la 1991-1992 avec les Bruins. Il va participer aux séries de la Coupe Stanley avec son équipe mais celle-ci perd en finale d'association contre les Penguins de Pittsburgh.

#### Carrière professionnelle
Il fait officiellement ses débuts en tant que professionnel pour la saison 1992-1993 passant la moitié de son temps dans la LNH et l'autre moitié avec les Bruins de Providence de la Ligue américaine de hockey. Il gagne une place de titulaire pour la saison 1993-1994.
Après un peu plus d'une trentaine de matchs joués avec les Bruins lors de la saison 1994-1995, il est échangé au cours de l'été aux Penguins. Il est donc échangé le 2 août 1995 en compagnie de Bryan Smolinski et d'un choix de repêchage de 1996 en retour de Kevin Stevens et de Shawn McEachern.
Il ne joue pas longtemps avec les Penguins et en mars 1997, il est échangé aux Kings de Los Angeles en retour de Ed Olczyk. Pour sa première saison complète avec les Kings, en 1997-1998, il connaît ses meilleures statistiques jusque-là avec 29 buts, 31 aides et un total de 60 points. Il va dépasser ce total en 2000 (62 points).
En octobre 2001, Jozef Stümpel et lui font le voyage inverse de Jason Allison et Mikko Eloranta entre Boston et Los Angeles. En 2002-2003, il inscrit 44 buts et 48 passes décisives pour son meilleur total. Au début de la saison 2007-2008, il entame sa seizième saison dans la LNH dont 10 avec les Bruins.

### Carrière internationale
Il représente le Canada lors des éditions du championnat du monde de 1998 et 2004. Lors de cette dernière édition, il remporte avec son pays la médaille d'or.

## Statistiques
Pour les significations des abréviations, voir Statistiques du hockey sur glace.

### Statistiques en club
| Saison     | Équipe                 | Ligue      |       | Saison régulière | Saison régulière | Saison régulière | Saison régulière | Saison régulière |    | Séries éliminatoires | Séries éliminatoires | Séries éliminatoires | Séries éliminatoires | Séries éliminatoires |
| Saison     | Équipe                 | Ligue      | PJ    | B                | A                | Pts              | Pun              | PJ               | B  | A                    | Pts                  | Pun                  |                      |                      |
| 1989-1990  | Wolves de Sudbury      | LHO        | 62    | 8                | 28               | 36               | 17               | 7                | 0  | 0                    | 0                    | 4                    |                      |                      |
| 1990-1991  | Wolves de Sudbury      | LHO        | 66    | 27               | 38               | 65               | 82               | 5                | 8  | 4                    | 12                   | 10                   |                      |                      |
| 1991-1992  | Wolves de Sudbury      | LHO        | 54    | 37               | 47               | 84               | 93               | 11               | 7  | 4                    | 11                   | 18                   |                      |                      |
| 1991-1992  | Bruins de Boston       | LNH        | 5     | 3                | 1                | 4                | 0                | 15               | 4  | 2                    | 6                    | 10                   |                      |                      |
| 1992-1993  | Bruins de Providence   | LAH        | 48    | 30               | 26               | 56               | 42               | 6                | 1  | 4                    | 5                    | 4                    |                      |                      |
| 1992-1993  | Bruins de Boston       | LNH        | 27    | 3                | 4                | 7                | 8                |                  |    |                      |                      |                      |                      |                      |
| 1993-1994  | Bruins de Boston       | LNH        | 81    | 18               | 13               | 31               | 48               | 13               | 4  | 5                    | 9                    | 14                   |                      |                      |
| 1994-1995  | Bruins de Boston       | LNH        | 35    | 5                | 2                | 7                | 46               | 2                | 0  | 0                    | 0                    | 2                    |                      |                      |
| 1995-1996  | Penguins de Pittsburgh | LNH        | 69    | 14               | 15               | 29               | 57               | 18               | 2  | 6                    | 8                    | 10                   |                      |                      |
| 1996-1997  | Penguins de Pittsburgh | LNH        | 66    | 11               | 11               | 22               | 24               |                  |    |                      |                      |                      |                      |                      |
| 1996-1997  | Kings de Los Angeles   | LNH        | 11    | 5                | 3                | 8                | 8                |                  |    |                      |                      |                      |                      |                      |
| 1997-1998  | Kings de Los Angeles   | LNH        | 81    | 29               | 31               | 60               | 54               | 4                | 2  | 0                    | 2                    | 6                    |                      |                      |
| 1998-1999  | Kings de Los Angeles   | LNH        | 61    | 16               | 15               | 31               | 36               |                  |    |                      |                      |                      |                      |                      |
| 1999-2000  | Kings de Los Angeles   | LNH        | 78    | 29               | 33               | 62               | 60               | 4                | 0  | 0                    | 0                    | 2                    |                      |                      |
| 2000-2001  | Kings de Los Angeles   | LNH        | 64    | 18               | 21               | 39               | 32               | 13               | 4  | 3                    | 7                    | 4                    |                      |                      |
| 2001-2002  | Kings de Los Angeles   | LNH        | 9     | 6                | 5                | 11               | 0                |                  |    |                      |                      |                      |                      |                      |
| 2001-2002  | Bruins de Boston       | LNH        | 73    | 35               | 25               | 60               | 40               | 6                | 1  | 4                    | 5                    | 4                    |                      |                      |
| 2002-2003  | Bruins de Boston       | LNH        | 82    | 44               | 48               | 92               | 64               | 5                | 1  | 1                    | 2                    | 4                    |                      |                      |
| 2003-2004  | Bruins de Boston       | LNH        | 81    | 32               | 28               | 60               | 56               | 7                | 2  | 1                    | 3                    | 8                    |                      |                      |
| 2005-2006  | Bruins de Boston       | LNH        | 64    | 24               | 29               | 53               | 52               |                  |    |                      |                      |                      |                      |                      |
| 2006-2007  | Bruins de Boston       | LNH        | 59    | 28               | 17               | 45               | 44               |                  |    |                      |                      |                      |                      |                      |
| 2007-2008  | Bruins de Boston       | LNH        | 63    | 17               | 13               | 30               | 50               | 7                | 0  | 0                    | 0                    | 2                    |                      |                      |
| Totaux LNH | Totaux LNH             | Totaux LNH | 1 009 | 337              | 314              | 651              | 679              | 94               | 20 | 22                   | 42                   | 66                   |                      |                      |

### Carrière internationale
| Année | Compétition          |   | PJ | B | A | Pts | Pun           |  | Résultat |
| 1998  | Championnat du monde | 5 | 1  | 2 | 3 | 4   | 6e place      |  |          |
| 2004  | Championnat du monde | 9 | 2  | 2 | 4 | 4   | Médaille d'or |  |          |

## Trophées et honneurs personnels
Ligue nationale de hockey
- 1991 - 18e joueur choisi au total par les Bruins de Boston
- Sélectionné pour jouer les 53e et 54e Match des étoiles[3]